# Demolicious
Demolicious é uma coletânea da banda de punk rock Green Day, lançada no Record Store Day de 2014 (19 de abril). É uma coleção de versões demo de canções de sua trilogia de álbuns ¡Uno! ¡Dos! ¡Tré!. O álbum também inclui "State of Shock" e canções inéditas, e uma versão acústica de "Stay the Night". Foi lançado em vinil duplo, CD e fita cassete. A arte da capa foi projetado pelo artista de quadrinhos Tom Neely com Kristina Collantes.

## Tema e Composição
Mike Dirnt publicou a capa do álbum em sua conta oficial no Instagram, afirmando que "Esta é a forma como ¡Uno!, ¡Dos! ¡Tré! teria soado se ainda estivéssemos com a Lookout Records".

## Recepção crítica
Fred Thomas do AllMusic observa que o álbum é muito mais cru e "mais emocionante" do que a trilogia de álbuns em que as canções originalmente haviam sido publicadas. Ele prossegue afirmando "Embora mais enxuto e solto do que os álbuns de costume, os acordes em Demolicious acabam sendo sentidos mais diretamente". Andrew Gold de Sputnikmusic afirmou que "se você gostou da trilogia, Demolicious fornece uma mudança bem-vinda de ritmo da produção completamente limpa dos álbuns de estúdio" (o que significa que não utiliza as guitarras agudas, "ear-piercingly sharp", de ¡Uno!). No entanto, Gold critica que, musicalmente, o album não apresenta grande diferença em relação à trilogia ¡Uno!, ¡Dos! e ¡Tré!.

## Faixas
| N.º            | Título                            | Originalmente de          | Duração |  |
| 1.             | "99 Revolutions" (demo)           | ¡Tré!                     | 4:06    |  |
| 2.             | "Angel Blue" (demo)               | ¡Uno!                     | 2:55    |  |
| 3.             | "Carpe Diem" (demo)               | ¡Uno!                     | 3:39    |  |
| 4.             | "State of Shock"                  | Previously unreleased     | 2:28    |  |
| 5.             | "Let Yourself Go" (demo)          | ¡Uno!                     | 3:00    |  |
| 6.             | "Sex, Drugs & Violence" (demo)    | ¡Tré!                     | 3:25    |  |
| 7.             | "Ashley" (demo)                   | ¡Dos!                     | 2:47    |  |
| 8.             | "Fell for You" (demo)             | ¡Uno!                     | 3:12    |  |
| 9.             | "Stay the Night" (demo)           | ¡Uno!                     | 4:40    |  |
| 10.            | "Nuclear Family" (demo)           | ¡Uno!                     | 3:03    |  |
| 11.            | "Stray Heart" (demo)              | ¡Dos!                     | 3:50    |  |
| 12.            | "Rusty James" (demo)              | ¡Uno!                     | 4:15    |  |
| 13.            | "A Little Boy Named Train" (demo) | ¡Tré!                     | 3:57    |  |
| 14.            | "Baby Eyes" (demo)                | ¡Dos!                     | 2:15    |  |
| 15.            | "Makeout Party" (demo)            | ¡Dos!                     | 3:12    |  |
| 16.            | "Oh Love" (demo)                  | ¡Uno!                     | 5:13    |  |
| 17.            | "Missing You" (demo)              | ¡Tré!                     | 3:41    |  |
| 18.            | "Stay the Night" (acoustic)       | Previously unreleased mix | 3:09    |  |
| Duração total: | Duração total:                    | Duração total:            | 62:44   |  |

## Gráficos
| Gráfico (2014)                              | Pico posição |
| ------------------------------------------- | ------------ |
| Álbuns italianos (FIMI)                     | 31           |
| Álbuns britânicos (Official Charts Company) | 119          |

## Músicos
Banda
- Billie Joe Armstrong – vocais, guitarra
- Mike Dirnt – baixo, backing vocais
- Tré Cool – bateria
- Jason White – guitarra, backing vocais

Outro
- Chris Dugan – mixagem